# Вырыпаевка (разъезд, Инзенский район)
Вырыпаевка — разъезд в составе Сюксюмского сельского поселения Инзенского района Ульяновской области.

## География
Находится у железнодорожной линии Инза-Сызрань на расстоянии примерно 11 километров к юго-востоку от районного центра города Инза.

## История
В 1990-е годы работало отделение коопхоза «Сюксюмский».

## Население
Население составляло 32 человека в 2002 году (русские 91 %), 30 по переписи 2010 года.